# ادتک
ادتک (انگلیسی: Addtech) شرکت خدمات مالی سوئدی است، که در سال ۱۹۰۶ تأسیس شد.